# Аркадьевка (Амурская область)
Арка́дьевка — село в Архаринском муниципальном округе Амурской области, административный центр Аркадьевского сельсовета .

## География
Село Аркадьевка стоит на правом берегу реки Архара.
Расстояние до районного центра пос. Архара — около 3 км на запад.

## История
Образовано в 1892 году, названо в честь военного губернатора Амурской области Аркадия Семёновича Беневского.
Согласно Ведомости о числе семей в крестьянских селениях Амурской области и о распределении земель в существующих селениях на 03.06.1897 г. д. Аркадие-Семёнавская Завитинской волости была населена православными разных губерний. Место для поселения было выбрано неслучайно. В царское время здесь проходил почтовый тракт. Реку Архара он пересекал перед сосновым бором. Здесь на берегу и поселились — семьи Ситник и Арсенюк, потомки забайкальских казаков, выходцы из Амурских казачьих станиц.
Вслед за ними в 1893 году прибыли большие семьи Кириленко, Богдановых, Тарасенко, Сидоренко. Чуть позже — Гавриленко, Немчивы, Ковшовы, Антипенко. Воспоминания старожилов свидетельствуют о том, что все они были выходцы с Украины с Полтавской губернии. Кириленко Максим Кондратьевич вспоминал, что семья провела в пути около полутора лет. Ехали на лошадях около года, потом на плотах спускались по Амуру, поднимались по р. Архаре, пока не облюбовали место у соснового бора. Цевун Александра Тимофеевна говорила о том, что ехали в «в белый свет, за лучшей долей». В пути находились больше года. Сначала ехали поездом, передвигались на быках, плыли на плотах. Поднимаясь по реке Архаре, облюбовали высокий крутой берег на изгибе реки. Корчевали деревья, строили временное жильё — полуземлянки, готовили землю под пашню. Во всём был порядок. Лишнего не рубили. Особенно трепетно относились к берёзкам, старались их сохранить, так как они напоминали о покинутой родине. Свободной земли было много, поэтому селились хуторами, вдоль реки. Хутор Ковшов, заимка Шулта, Герман. Эти названия до сих пор сохранились в памяти старых жителей села.
Первые партии поселенцев образовали семь дворов, в них насчитывалось тридцать жителей, из них 19 мужского пола. Земли не были отведены, так как основной способ получения земли был захватный. Власть не успевала за переселенцами. Жители села пользовались усадьбами с выгоном в 60 десятин, 24 десятины запашки. Все эти земли были разработаны простейшими орудиями труда: деревянными сохами, лёгкими мотыгами. Пахали первое время друг на друге, берегли лошадей. Сеяли ярицу, пшеницу, овёс. Небольшое количество семян везли с собой, как и драгоценные куски метала.
Занимались первопоселенцы хлебопашеством, пчеловодством, разводили скот. Крестьянские хозяйства крепли, так как основой их был семейный, свободный труд. Благодаря режиму порто-франко (беспошлинная торговля), действовавшему до 1909 года, крестьяне приобретали у иностранных фирм сельхозинвентарь (плуги, жатки, молотилки), технику, кровельное железо. К 1905 году основная часть крестьян пользовалась железными плугами и боронами с железными зубьями. Сено заготавливали жатками, косами. Убранный хлеб молотили деревянными цепами. При молотьбе использовали и лошадей, а веяли на ветру, подбрасывая зерно лопатами.
С началом строительства в 1891 г. западной ветки Транссиба (Челябинск — Омск) и с сооружением Забайкальской железной дороги (1895—1901 гг.) за 1899—1902 гг. население увеличилось вдвое. После ввода в строй в 1897 гг. Уссурийской железной дороги, соединившей Хабаровск и Владивосток, был открыт прямой путь с Амура к побережью Тихого океана. Это сократило время нахождения переселенцев в пути до трёх месяцев.
В 1905 году в Аркадие-Семёновке действовала начальная школа, почта, магазины, на окраине села построили больницу. Был в селе свой базар, в том числе 10 китайских лавок. В это же время был построен склад-магазин купца Чурина (ныне дом Л. Рухтовой).

## Жители села

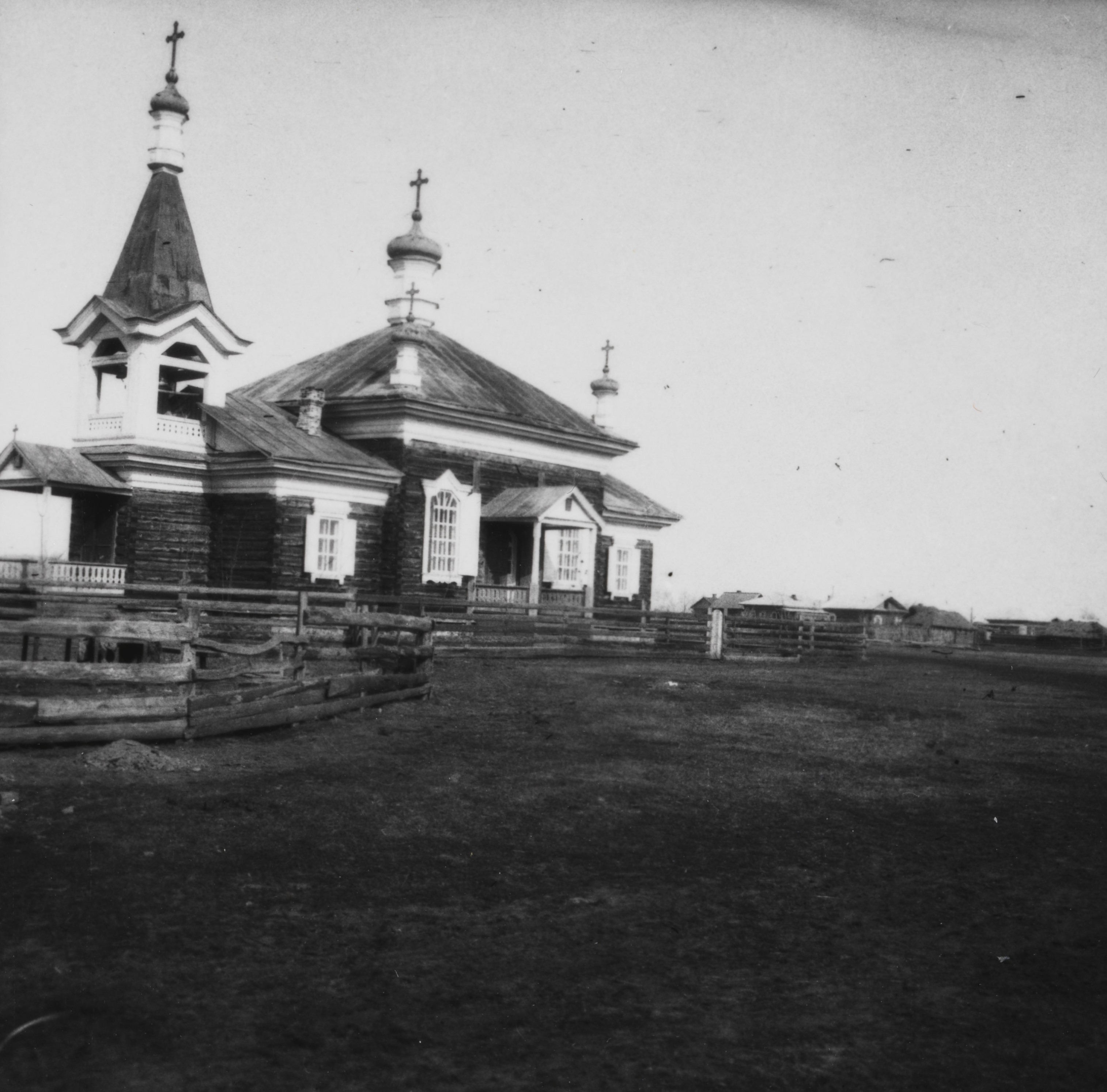
Церковь, 1913 год.

Переселенцы-православные первым делом на новом месте жительства начинали постройку православного храма, создавали свой приход, принимали священника, то есть стремились вести привычный образ жизни. Не было исключением и село Аркадьевка. На общем сходе было принято всем миром строить церковь. Выбрали место — высокий холм в центре села, недалеко от рынка. Лес готовили на острове, сплавляли по реке Архаре, затем вытаскивали его на берег, лошадьми возили к месту строительства. Деревянный сруб поставили за год. Наняли священника. Первое упоминание об имеющейся церкви в доступных источниках относится к 1911 г. Священник — отец Дмитрий Куликов.
В 1898 г. правительством России принимается решение о строительстве колёсной дороги (тракта) от Хабаровска до Сретенска. Несмотря на первоначальный вариант, тракт был построен только до Благовещенска общей протяжённостью 730 вёрст, на 194 версты больше существовавшего к тому времени почтового тракта. Тракт пролегал по территории Амурской области от Благовещенска через хутор Волковский, деревню Толстовку, села Ильинское, Ново-Александровское, Михайловское, Райчиху, Аркадие-Семёновское и далее по территории Хабаровского края. С лёгкой руки каторжан, строивших тракт, он получил название «Амурская колесуха».
Руководил строительством военный губернатор Амурской области генерал-майор К. Н. Грибский. Строительство началось от Хабаровска и переместилось на территорию области в 1904 г. По свидетельству старожилов на левом берегу р. Архары напротив села располагался лагерь каторжан. Трудились вручную, тачками возили песок для отсыпки полотна дороги. Его остатки и сейчас возвышаются рядом с озером, образовавшимся в результате выемки грунта. В 1909 г. построенный мост через реку смыло половодьем. Деревянные опоры моста до сих пор напоминают об этой неудаче. К началу 1910 г. Амурская колёсная дорога была в основном построена. Она стала основой современной трассы, соединяющей наш район с областным центром.
По данным Ведомости состав населения крестьянских селений Амурского уезда Амурской области от 01.01.1911 г. в Аркадие-Семёновке в 49 дворах проживало 206 душ мужского и 1096 душ женского пола. В пользовании крестьян находилось 4000 десятин земли, 339 лошадей, 332 головы крупного рогатого скота, 131 свинья. Численность населения увеличилось по сравнению с 1905 г. на 376 человек за счёт столыпинской переселенческой политики.

## Население
| 2002 | 2010 | 2012 | 2013 | 2014 | 2015 | 2016 |
| ---- | ---- | ---- | ---- | ---- | ---- | ---- |
| 779  | ↘676 | ↗684 | ↘674 | ↘658 | ↗670 | ↘658 |
| 2017 | 2018 |      |      |      |      |      |
| ↘640 | ↘631 |      |      |      |      |      |